# Fausta inops
Fausta inops är en tvåvingeart som beskrevs av Robineau-desvoidy 1863. Fausta inops ingår i släktet Fausta och familjen parasitflugor.
Artens utbredningsområde är Frankrike. Inga underarter finns listade i Catalogue of Life.